# Будзіскі (Августівський повіт)
Будзіскі (пол. Budziski) — село в Польщі, у гміні Штабін Августівського повіту Підляського воєводства.
Населення — 49 осіб (2011).
У 1975-1998 роках село належало до Сувальського воєводства.

## Демографія
Демографічна структура станом на 31 березня 2011 року:
|          | Загалом | Допрацездатний вік | Працездатний вік | Постпрацездатний вік |
| -------- | ------- | ------------------ | ---------------- | -------------------- |
| Чоловіки | 29      | 12                 | 14               | 3                    |
| Жінки    | 20      | 3                  | 9                | 8                    |
| Разом    | 49      | 15                 | 23               | 11                   |